# Marianela Vega
Marianela Vega (1978, Lima) es una directora de cine, docente y gestora cultural peruana. Su cine se caracteriza por una mirada íntima a temas como la familia, la identidad y los vínculos.

## Educación
Tras estudiar Comunicación audiovisual en la Pontificia Universidad Católica del Perú (2003), viajó a los EE. UU. para estudiar una maestría en Bellas Artes con mención en Dirección de Cine en la Universidad de Texas en Austin (2009). En la actualidad cursa estudios de posgrado a nivel de maestría en Archivo Fílmico y Audiovisual en la Elías Querejeta Zine Eskola (San Sebastián, España), donde desarrolla su segundo largometraje.

## Trayectoria
Marianela Vega realizó su primer cortometraje a los once años, llamado El maldito bastardo, junto a su hermano hizo la creación del guion, las grabaciones con una cámara V8 y el estreno de la cinta en su propia casa. Desde ese momento no hizo nada más en el campo cinematográfico hasta que empezó a estudiar.
Fue con el curso que llevó con José Balado, que descubre y se maravilla con el documental y así lo expresó:

“Su curso era de los que te marcan en la carrera y te dan un sacudón”, asegura, “nos introdujo al mundo del documental fuera de cualquier convención que conocías, con una libertad creativa que no nos enseñaban para la ficción, aunque existe, pero en esa época la forma en la que te la enseñaban era más clásica. Muchos quedamos impresionados”

En 2002 fundó la productora Blue Producciones, con la que realizó 7 cortometrajes y un largometraje, exhibidos en festivales de cine y galerías internacionales en EE. UU., España, Ecuador y Perú.
En el 2007, fue seleccionada como artista del mes (diciembre) en el Centro de Cultura Contemporánea de Barcelona (CCCB).
En el 2009, contaba con un proyecto de largo de ficción que llevaba trabajando varios años, no obstante, a su regreso a Lima, debido al tiempo que le tomaba la docencia, no pudo concluir la escritura de este proyecto, además aún no contaba con el financiamiento y el tiempo para filmar. Así estuvo estancada algunos años con una historia, pero sin poder grabarla, hasta que en el 2013 conoció a “Los Tumis” la selección peruana de quadrugby. La directora afirma que este fue el impulso para retomar el cine, sintió que sobrepasó sus frustraciones e inseguridades en el momento que se subió a una de las sillas y se puso a jugar. Empezó con el registro desde el primer momento y así comenzó con un nuevo proyecto cinematográfico.
En 2016 estreno su primer largometraje Rodar contra todo, en el que recibió los estímulos económicos de Posproducción (2014) y Distribución (2016) del Ministerio de Cultura del Perú. Dicho largometraje inauguró la Muestra Itinerante del Festival de Cine de Lima de 2019.
Su segundo largometraje El maldito bastardo (en proceso), fue beneficiario de los incentivos de Desarrollo y Producción de Largometraje Documental (2019) del Ministerio de Cultura del Perú.
En su trabajo como docente, ha dictado cursos de realización audiovisual y documental en la Universidad Peruana de Ciencias Aplicadas (2010 - 2019) y en la Pontificia Universidad Católica del Perú (desde el 2014). De igual modo, desde el 2014 facilita talleres de cine y audiovisual en centros juveniles de rehabilitación para menores de edad en conflicto con la ley.
En su trabajo como gestora cultural, ha coordinado talleres y eventos cinematográficos para el Centro Cultural de España y la Unión Europea (en Lima), Ibermedia, el Festival de Cine de Lima y Cinelatino Rencontres de Toulouse. Asimismo, ha sido miembro del Comité de Selección del Festival de Cine de Lima 2018 y 2019.

## Filmografía

### Cortometrajes
- 2002 - Away [12]
- 2002 - Ausencia[13]
- 2004 - Distancia [14]
- 2005 - Conversaciones I [15]
- 2006 - The Light Bulb [16]
- 2007 - Conversaciones II [17]
- 2009 - Payasos [18]

### Largometrajes
- 2016 - Rodar contra todo [19]
- En proceso - El maldito bastardo [20]

## Reconocimientos
- Festival de Cinéma Péruvien de Paris
  - Premio a Mejor largometraje documental, 2018 - Rodar contra todo [21]
- Festival de Cine de Lima
  - Mejor ficción y Mejor cortometraje FILMOCORTO, 2009 - Payasos [22]
  - Mejor documental y Mejor director FILMOCORTO, 2008 - Conversaciones II [23]
- CONACINE
  - Mejor cortometraje, 2010 - Payasos [24]
  - Mejor cortometraje, 2007 - Conversaciones II [25]
- Festival Internacional de Cortometrajes FENACO
  - Mejor documental y Premio de género, 2008 - Conversaciones II
  - Mención honrosa, 2006 - The Light Bulb
- Uframe Film Festival
  - Mejor documental, 2008 - Conversaciones II [26]
- Festival Señorita Cinema Houston Texas
  - Mejor documental, 2007 - Conversaciones II